# 北村肇
北村 肇（きたむら はじめ、1952年3月14日 - 2019年12月23日）は、日本のジャーナリスト・編集者・会社経営者。毎日新聞記者、サンデー毎日編集長、週刊金曜日編集長、「株式会社金曜日」発行人を歴任。

## 略歴
東京都生まれ。青葉中学校、墨田高校、東京教育大学文学部日本史学科卒業。高校時代、生徒会で「学生服、学帽の廃止運動」に取り組み、2年かけて「自由化」を勝ち取る。
1974年、毎日新聞社に入社し、社会部デスク、サンデー毎日の編集長を歴任。
1995年8月から2年間にわたり日本新聞労働組合連合の委員長（日本マスコミ文化情報労組会議（MIC）議長兼任）を務め、「新聞労連ジャーナリスト大賞」を創設、「新聞人の良心宣言」をまとめた。
2004年1月末日に毎日新聞社を退職、翌2月1日に週刊金曜日の編集長に就任。
2010年10月、前社長佐高信の退任を受け、株式会社金曜日の発行人に就任。同時に編集長を退任。
2018年5月1日に腸閉塞と大腸癌が見つかり、杏林大学医学部付属病院へ救急搬送。約2週間後に腸閉塞のステント留置、6月に大腸癌の摘出手術。術後は一切の抗癌治療をせず、経過観察のみ。9月、株式会社金曜日の発行人を退任。
2019年7月に複数の脳腫瘍が見つかり、杏林大学付属病院へ再々入院、放射線（全脳照射）治療。以後は、訪問医療を受けつつ自宅療養。12月23日、TMGあさか医療センターにて死去。67歳没。
「九条の会」傘下の「マスコミ九条の会」呼びかけ人を務めていた。

## 著書

### 単著
- 『腐敗したメディア』1996年、現代人文社、ISBN 4906531091
- 『新聞記者をやめたくなったときの本』2001年、現代人文社、ISBN 4877980520
- 『新聞記事が「わかる」技術』2003年、講談社現代新書、ISBN 4061496654
- 『なぜかモテる親父の技術』2007年、KKベストセラーズ、ISBN 458412129X
- 『新聞新生 ～ネットメディア時代のナビゲーター～』2010年、現代人文社、ISBN 4877984488

### 共著
- 峯岸克芳『宇宙ビジネスへの挑戦』1988年、ぱる出版、ISBN	4893860143
- 田島泰彦、今井一『市民が広げる議会公開』2008年、現代人文社、ISBN	978-4-87798-379-6
- 週刊金曜日 (編集)『70年代』 (若者が「若者」だった時代) 2012年、金曜日、ISBN-10 4906605877
- 岡本厚、仲築間卓蔵、丸山重威『これでいいのか！　日本のメディア』2013年、あけび書房、ISBN	9784871541183

### 編著
野沢和弘『発達障害とメディア』2006年、現代人文社、ISBN	4877982736